# یقین (فیلم ۲۰۰۵)
یقین (به هندی: Yakeen) فیلمی است محصول سال ۲۰۰۵ و به کارگردانی گیریش دامیجا است. در این فیلم بازیگرانی همچون آرجون رامپال، پریانکا چوپرا، کیم شارما، سودهانشو پاندی، سراب شوکلا ایفای نقش کرده‌اند.